# Tomoplagia deflorata
Tomoplagia deflorata är en tvåvingeart som beskrevs av Erich Martin Hering 1937. Tomoplagia deflorata ingår i släktet Tomoplagia och familjen borrflugor. Inga underarter finns listade i Catalogue of Life.